# 윤채영
윤채영(尹寀瑛1987년 3월 5일~)은 대한민국의 골프 선수이다.

## 수상
- 2014년 KLPGA 우승
- 2012년 한국여자프로골프대상 KYJ 김영주골프 KLPGA 베스트 드레서상
- 2012년 KLPGA 투어 한화금융클래식 3위
- 2012년 SBS투어 제3회 히든밸리 여자오픈 3위
- 2012년 BS금융그룹 부산은행 서울경제 여자오픈 3위
- 2011년 한화 챔피언스 채리티게임 2위
- 2008년KB 국민은행 Star Tour 2차대회 2위
- 2008년 하이원컵 SBS 채리티 여자오픈 3위

## 출신 학교
- 세화여자고등학교
- 중앙대학교